# Amtosaure
L'amtosaure (Amtosaurus) és un gènere de dinosaure ornitisqui basat en un crani fragmentari recol·lectat de la formació Bayanshiree Svita del Cretaci superior (Cenomanià-Santonià) de Mongòlia. Originalment es va creure que representava un ancilosaure. També s'han suggerit afinitats amb els hadrosàurids. Tanmateix, per Parish i Barrett, aquest espècimen és massa fragmentari per a ser classificat de manera fiable més enllà d'un ornitisqui indeterminat. Una segona espècie assignada al gènere, A. archibaldi, s'ha convertit en la base d'un tàxon vàlid d'ancilosaure, Bissektipelta.